# バトルガールプロデュースRPG エースキラージーン
『バトルガールプロデュースRPG エースキラージーン』は、遠藤卓司／F.E.A.R.が製作したバトルガールプロデュースRPG（テーブルトークRPG）。
2016年8月に富士見書房（KADOKAWA）から出版された。

## 世界設定
『エースキラージーン』の世界は2016年現在の地球とよく似ているが、密かに人間を超える能力者「エース」による支配を受けている。
この「エース」に対抗し、これを死亡させられる可能性があるのは、エースキラー因子（ジーン）を持つ10代後半の少年少女だけである。プレイヤーは「JOKER」と呼ばれる組織に所属し、自分のパートナーである少年少女を教え導く「エースキラープロデューサー」を演じることになる。

### エース
超越者であるエースがいつ頃から存在しているのかは定かではないが、1980年代からの活動が確認されている。
エースの第一の能力は、他者の血液や活力からオド（人の精髄）を奪う能力である。
大量のオドを失った人間は死亡してしまう。
エースはオドを吸い尽くした死体を処分するか、あるいは多数の人間から感情や熱意として間接的にオドを奪うことを選ぶ。
エースの第二の能力は、奪ったオドによって得られる、対峙した者に圧倒的な存在感と恐怖を与える能力である。
それはエースが望むだけの社会的支配者になれることを意味する。
エースではない人間はエースに操られ、支配されるだけの駒に過ぎない。
エースの第三の能力は、自身のオドをコントロールすることで得られる、高い身体能力と超能力である。

### エースキラー因子
エースの存在感による影響を受けず、エースと互角の身体能力と超能力を発揮する人物がいる。
エースキラー因子（ジーン）を内包している人物だけは、エースに立ち向かい、これを死亡させられる可能性がある。
ただし、エースキラー因子（ジーン）は誰にでも見られる因子ではない。
因子を発現させるのはほとんどが10代後半の少年少女であり、さらに7割が女性に偏っている。

### エースキラープロデューサー
因子を持つエースキラーは、エースと同様にオドの吸収を必要とするが、自分と相性の良い特定人物からしかオドを得ることができないという欠点を持っている。
JOKERと呼ばれる「エースに対抗する組織」は、エースキラーを発見し保護すると同時に、その人物と相性の良い人物を確保することに力を入れている。
特定の「エースキラー（AK）」とパートナーとなる人物を「エースキラープロデューサー（AKP）」と呼ぶ。

## システム

### 行為判定
行為判定システムは、基本的には100面ダイス（1D100 または 2D10）によるパーセンテージロールであり、修正を加えた目標値以下の値の出目が出ると成功となる。
修正を加えた目標値の1/5以下（端数切り捨て）の出目を出した場合、行為判定はクリティカル（絶対成功）扱いとなる。
目標値が99以下であれば96から00（100）の出目を出した場合、目標値が100以上であれば99から00（100）の出目を出した場合、行為判定はファンブル（絶対失敗）扱いとなる。
対決判定で両者が同じ結果（例えば両者成功）の場合、ダイスの出目が小さい方が勝利する。

### 技能
技能にはそれぞれ「基本成功率」が設定されている。
プレイヤーキャラクターの作成では、200％分の成功率を任意の技能に割り振り、それぞれの基本成功率と合計して成功率にする。

### キズナポイント
AキラーとAキラープロデューサーとの関係の深さを表すポイント。
「AキラーとAキラープロデューサーが同じシーンに登場する」「Aキラープロデューサーがメインアクションとして声をかける」ことで上昇する（最大値50）。
キズナポイントが一定値以上になると、キズナレベルが上昇する。
キズナレベルが上昇することで、Aキラーはそれぞれ獲得している特殊効果を使用することができるようになる。

### 対エース修正
エースの存在は対峙した者（Aキラー因子の保持者を除く）に圧倒的な存在感と恐怖を与える。
対峙した者（Aキラープロデューサーを含む）は、エースを対象としたあらゆる行為判定の成功率が1/4（端数切り捨て）となる。
Aキラープロデューサーが意志判定（修正1/2）に成功すれば、行為判定の成功率が1/2（端数切り捨て）に軽減される。
この意志判定を「エースオーバーリアクションチェック（AORC）」と呼ぶ。

### オドバースト
血液中のオド（精髄）をコントロールすることで、限界を超えた力を発揮する、Aキラーの切り札となる能力である。
「攻撃ダメージ＋10」「受けるダメージ－10」「判定ダイスの10の位と1の位を入れ替える」という効果を、それぞれ1シナリオに1回まで使用できる。
オドバーストを使用するとダメージ（致命傷）を受ける。
このダメージ（致命傷）は、パートナーのキャラクターが肩代わりすることもできる。

### 連続攻撃
命中判定に使用する技能の成功率が100％以上の場合、連続攻撃を宣言して複数回の攻撃を行なうことができる。
この場合には、成功率は攻撃回数で割られた値となる。
また、最終的な成功率（割られた値）は50％以上でなければならない。
例えば、成功率165％では3回攻撃（割られた値は55％）までが可能となる。

## エースキラー
- 来杉紗矢 - 日本刀を武器としている。来杉流剣術の使い手。17歳。
- 豊田亜里砂 - アサルトライフルを武器としている。挑戦的で好戦的。14歳。
- 藤野五月 - ハンドガンを武器としている。ある事件からJOKERに拾われ、それ以来、任務だけを全てとしている。15歳。
- 常盤巴 - 小太刀を武器としている。歴史ある常盤家で、忍者として育てられた。常盤流小太刀術の使い手。16歳。
- 相沢みさお - グレネードランチャーを武器としている。つい最近に事件に巻き込まれて因子に覚醒した。まだ任務には慣れない様子が見える。15歳。
- マリー・マトムール - ショットガンを武器としている。フランスから来た留学生という経歴だが、その経歴はすべてダミーである。日本語はゆっくりと話す。14歳。
- 本衣のり子 - スナイパーライフルを武器としている。金とスリルを求めてエースキラーとなっている。シリアスな空気を嫌う。18歳。
- 三上京香 - アサルトライフルを武器としている。数年前に覚醒してから戦いを続けるベテラン。誰かのために頑張るというのが彼女の理由である。13歳。

## スキル
Aキラープロデューサーが獲得している特殊効果をスキルと呼ぶ。
- エスピオナージ - 警察などの情報機関で訓練された能力。
- コマンダー - パートナーを支援する指揮能力。
- ネゴシエイター - 磨き上げられた交渉能力。
- ハッカー - コンピューター技術と情報分析能力。
- レンジャー - 軍などの特殊部隊で訓練された能力。

## 書誌情報
- 『バトルガールプロデュースRPG エースキラージーン』 遠藤卓司／F.E.A.R.、富士見書房、2016年、285頁。ISBN 978-4-04-070977-2